# Єфремов Сергій Вікторович (офіцер)
Сергій Вікторович Єфремов (позивний — Кубинець; 5 серпня 1973, Уссурійськ — 2 лютого 2025, Курська область, Росія) — російський воєначальник, державний та політичний діяч. Учасник російського вторгнення в Україну з 2022.

## Біографія
Народився 5 серпня 1973. Закінчив Уссурійське суворовське військове та Рязанське повітряно-десантне командне училище, також закінчив РАНХіГС за спеціальністю «Державне та муніципальне управління».
Єфремов обіймав посаду керівника крайового відділення ДТСААФ і був віце-мером Уссурійська.
З 2022 брав участь у російському вторгненні в Україну, був командиром добровольчого загону «Тигр», сформованого в Примор'ї на базі 155-ї бригади морської піхоти Тихоокеанського флоту.
28 лютого 2024 року обраний віце-губернатором Приморського краю. У серпні 2024 року після початку операції України в Курській області на чолі загону «Тигр» знову вирушив на війну, до Курської області. За даними російських телеграм-каналів, 2 лютого 2025 року автомобіль із Єфремовим наїхав на міну. Єфремов загинув (за словами губернатора Приморського краю Олега Кожемяко, «загинув, повертаючись із бойового завдання»), разом із Єфремовим загинув його заступник полковник Олександр Іваровський.
Похований у Владивостоку на Морському цвинтарі.

## Особисте життя
Був одружений, залишилося четверо дітей.

## Нагороди
- Звання «Герой Донецької Народної Республіки» (2023)[5];
- Звання «Герой Російської Федерації»  (10 лютого 2025, посмертно);
- Два ордени Мужності.